# Wojna sukcesyjna

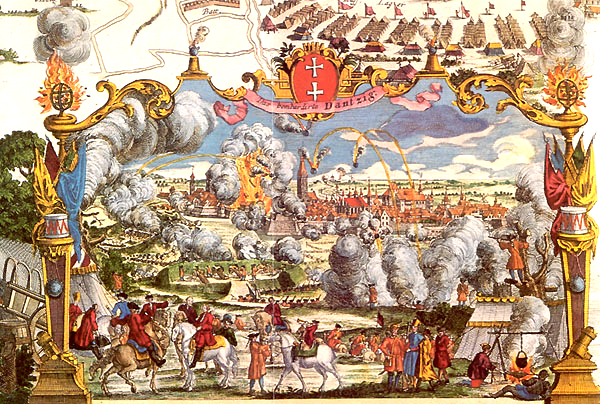
Oblężenie Gdańska w czasie wojny o sukcesję polską (1733–1735)

Wojna sukcesyjna, wojna o sukcesję – wojna między pretendentami (potencjalnymi następcami) do tronu po zmarłym władcy. Może się ona toczyć w łonie samej dynastii, lub między kandydatami poszczególnych dynastiami.
Przykłady wojen sukcesyjnych:
- Wojna o sukcesję w Bretanii 1341–1364
- Wojna o sukcesję hiszpańską 1701–1714
- Wojna o sukcesję polską 1733–1735
- Wojna o sukcesję austriacką 1740–1748
- Wojna o sukcesję bawarską 1778–1779

Wojna sukcesyjna oznacza również wojnę hegemoniczną w której głównymi rywalami do zajęcia pozycji poprzedniego dominującego mocarstwa są inne, nowe mocarstwa. N.p. tzw. "II wojna trzydziestoletnia" (czyli obie wojny światowe 1914–1945) – o sukcesję brytyjską (przejęcie roli hegemona po Wielkiej Brytanii) między USA, Niemcami i ZSRR zakończona zwycięstwem Stanów Zjednoczonych i Związku Radzieckiego.